# 北法爾茅斯 (麻薩諸塞州)
北法爾茅斯（英語：North Falmouth）是位於美國麻薩諸塞州巴恩斯特布爾縣的一個普查規定居民點。

## 人口
根據2020年美國人口普查的數據，北法爾茅斯的面積為17.13平方千米，當中陸地面積為10.08平方千米，而水域面積為7.05平方千米。當地共有人口3293人，而人口密度為每平方千米192.24人。